# Rhipidia curtiramosa
Rhipidia curtiramosa är en tvåvingeart som först beskrevs av Alexander 1979.  Rhipidia curtiramosa ingår i släktet Rhipidia och familjen småharkrankar.
Artens utbredningsområde är Bolivia. Inga underarter finns listade i Catalogue of Life.